# Galaxy Angel II
Galaxy Angel II (ギャラクシーエンジェルII Gyarakushī Enjeru II?) es la secuela del anime Galaxy Angel producido por Satelight y Broccoli (los productores de Digi Charat), es la continuación del Project GA de Broccoli. Cuenta con un nuevo elenco de ángeles llamados Rune Angel, y de acuerdo con el juego de Galaxy Angel II Zettai Ryōiki no Tobira, se establece en 4 años después del final del juego anterior, Galaxy Angel Eternal Lovers.

## Personajes
Kazuya Shiranami  (カズヤシラナミ  Kazuyaa Shiranami ?)
Emblem Frame: RA-000 Brave Heart
Fecha de nacimiento: 27 de diciembre
Edad: 17
Altura: 162
Color de ojos: Azul Gris
Color de pelo: Marrón
Tipo de sangre: O
Sucesor del Galaxy Angel: Tact Mayers
Conexión con su predecesor: Ambos jefes de equipo
Seiyu: Hisafumi Oda (小田久史)
Kazuya Shiranami es el jefe novato de la tropa Rune Angel, fue llamado a unirse a la nueva tropa por Tact Mayers con quien llega a tener una buena relación, pero fue seleccionado por la suerte de Milfeulle. Tiene un carácter tranquilo, algo distraído y se avergüenza fácilmente. Es muy amigo de todos, en especial Lunti, con quien fue compañero de cocina; también destacó en primer puesto en repostería.
En batalla, pilotea el emblem frame "Brave Heart", y su ataque especial es de poder combinarse con todas las otras Emblem Frames.
Apricot Sakuraba  (アプリコット桜葉  Apurikotto Sakuraba ?)
Emblem Frame: RA-001 Cross Caliber
Fecha de nacimiento: 5 de mayo
Edad: 15
Altura: 155 cm
Color de ojos: Azul Gris
Color de pelo: Naranja
Tipo de sangre: O
Sucesora del Galaxy Angel: Milfeulle Sakuraba
Conexión con su predecesora: Hermana menor de Milfeulle
Seiyu: Yūna Inamura (稲村优奈)
Apricot Sakuraba o Rico es el primer miembro de la tropa Rune Angel. Tiene 15 años y es hermana menor del piloto de la antigua tropa de ángeles Moon Angel Milfeulle Sakuraba, a quien admira y quiere mucho, tanto, al tratar en lo posible, ser lo más parecida a ella. Apricot, al igual que su hermana mayor, es una cocinera muy calificada, que se especializa en pasteles y otros dulces.
Aunque no es particularmente atlética, Apricot es conocida por tener una cantidad de fuerza sobrehumana (aunque esto solo se manifiesta de manera subconsciente). A pesar de tener un amor platónico hacia su jefe de equipo, ella es muy tímida con los chicos, hasta basta con una simple palmada en el hombro para asustarla y salir lastimado por su increíble fuerza.
Su color personal es el naranja. En batalla, pilotea la nueva emblem frame "Cross Caliber"; su ataque especial es el Hyper Blaster.
Lily C. Sherbet (リリィC ·シャーベット  Riri Shī Shābetto ?)
Emblem Frame: RA-002 Eagle Gazer
Fecha de nacimiento: 2 de noviembre
Edad: 19
Altura: 163 cm
Color de ojos: Azul (derecho) y Rojo (izquierdo)
Color de pelo: Azul-púrpura
Tipo de sangre: A
Sucesora del Galaxy Angel:  Forte Stollen
Conexión con su predecesora: Fue entrenada por Forte
Seiyu: Erina Nakayama (中山恵里奈)
Lily Caramel Sherbet, es la segunda miembro de la tropa Rune Angel. Tiene 19 años, su cabello es azul-púrpura, es deportiva y con personalidad muy caballerosa. Perteneció a un clan de mujeres soldado, pero lo dejó en una misión y no regresó hasta más adelante. A primera vista, ella parece estar vestida como un joven caballero; y no es de sorprender, ya que también es una buena espadachín calificada. A pesar de esta apariencia exterior, tiene una personalidad muy diligente y a veces puede ser tan divertida como el resto de ángeles.
Actualmente, trabaja para la tropa Rune Angel y es alumna de primer nivel en la academia de formación imperial. En muchos sentidos, ella es la antítesis de su antecesora de la Moon Angel, Forte Stollen, con quien comparte una buena relación maestro-alumno. Ella es conocida por su aprobación con la expresión "OK-da" y la desaprobación con "NG-da" (Not Good, no está bien).
Su color personal es el azul-púrpura. En batalla, pilotea la nueva emblem frame "Eagle Gazer", su ataque especial es Extreme Lancer.
Nano-Nano Pudding  (ナノナノプディング  Nanonano Pudingu ?)
Emblem Frame: RA-003 First Aider
Fecha de nacimiento: 13 de agosto
Edad: 12 aprox.
Altura: 145 cm
Color de ojos: Violeta
Color de pelo: Azul Cielo
Tipo de sangre: Desconocido
Sucesora del Galaxy Angel: Vanilla H
Conexión con su predecesora: Fue adoptada por Vanilla
Seiyu: Satomi Akesaka (明坂聡美)
Nano-Nano Pudding, es la tercera miembro de la tropa Rune Angel. Tiene la cabellera despeinada color azul cielo, grandes pupilas y una cola felina larga y blanca. A primera vista ella parece ser un Catgirl, que no es del todo inexacta, dada a su juguetona personalidad. Como su nombre indica, es un trozo de vida de la tecnología perdida mezclado con un nano-generador, dándole la capacidad de interactuar con la nanotecnología, muy similar a Vanilla H, a quien se refiere como "Mamá " ya que fue ella quien la descubrió por primera vez.
Ella también tiene la capacidad de curar como lo hace su antecesora, y parece que su cola blanca tiene la más fuerte fuente de nano-máquinas. También muestra la posibilidad de copiar otra apariencia a voluntad (aunque es muy resistente) e incluso de personas ya fallecidas. Ella tiende a terminar sus frases con la expresión "Nano Da!" y admira a Anise como "hermana mayor".
Su color personal es el azul cielo. En batalla, pilotea la nueva emblem Frame "First Aider", y tiene dos ataques especiales, Repair Wave y Needle Flechette
Kahlua / Tequila Marjoram  (カルーア/テキーラマジョラム  Karua / Tekīra Majoramu ?)
Emblem Frame: RA-004 Spell Caster
Fecha de nacimiento: 9 de junio
Edad: 21
Altura: 165 cm
Color de ojos: Azul
Color de pelo: Amarillo / Morado
Tipo de sangre: AB
Sucesora del Galaxy Angel: Ranpha Franboise
Conexión con su predecesora: Es seguidora de Ranpha
Seiyu: Aya Hirano (平野绫)
Kahlua Marjoram, es la cuarta miembro de la tropa Rune Angel. Tiene el cabello rubio, una muy tranquila y afable personalidad y habla con un tono más lento y relajado. Proviene de Bloodline Majoram, una familia conocida por su magia y encantamientos muy poderosos. Ella es una bruja muy poderosa, aunque a veces es incapaz de utilizar gran parte de su poder, excepto en momentos de angustia emocional. Tiene a Ranpha Franboise en gran consideración, ya que tiene una personalidad fuerte, como la que ella desea.
Suele transformarse en su alter ego Tequila Marjoram, una joven de cabello púrpura brillante, voluptuosos senos y a la vez un cambio drástico en su personalidad (más impulsiva y atrevida). Tequila es capaz de utilizar todo el potencial de su poder mágico. La transformación es provocada cuando Kahlua es expuesta al alcohol, un medicamento el cual Kahlua inventó o un momento que la llena de muchas emociones.
Su color personal es el verde. En batalla, pilotea (como Tequila) la nueva emblem frame "Spell Caster", su ataque especial es Hexa Cross-Break.
Anise Azeat  (アニスアジート  Anisu Ajito ?)
Emblem Frame: RA-005 Relic Raider
Fecha de nacimiento: 10 de septiembre
Edad: 16
Altura: 160 cm
Color de ojos: Azul
Color de pelo: Rojo-vino
Tipo de sangre: B
Sucesora del Galaxy Angel: Mint Blancmanche
Conexión con su predecesora: Tiene una deuda con Mint
Seiyu: Satomi Hanamura (花村怜美)
Anise Azear, es el quinto miembro de la tropa Rune Angel. Tiene 16 años, el cabello largo de color rojo-vino, piel morena y ojos azules. Tiene una personalidad muy sociable, activa y competitiva. Perteneció a un clan de piratas gitanos, con orígenes de cazadores de tesoros. Aunque principalmente fue contratada para robar una Emblem Frame, cambia de opinión al darse cuenta de que hacia mal, eventualmente se une a la tropa Rune Angel, aunque con una gran deuda económica por daños con Mint Blancmanche.
Tiende a pronunciar mal las palabras, sobre todo los nombres e incluso puedo carecer de alguno modales, siendo impertinente al hacer o decir algo. Tiene una personalidad poco femenina, sin embargo, también es tímida cuando está muy cerca a un chico por lo cual termina dando le un puñetazo, salir gritando y corriendo, e incluso a veces, hasta llorando.
Su color personal es el rojo-vino. En batalla, pilotea la nueva emblem frame "Relic Raider", su ataque especial es Genocide Bomber.
Natsume Izayoi  (ナツメイザヨイ  Natsume Izayoi ?)
Emblem Frame: RA-006 Papillon Chaser
Fecha de nacimiento: 16 de marzo
Edad: 11
Altura: 132 cm
Color de ojos: Ámbar
Color de pelo: Rosa Perla
Tipo de sangre: AB
Sucesora del Galaxy Angel: Chitose Karasuma
Conexión con su predecesora: Comparte los mismos modales que Chitose
Seiyu: Atsuko Enomoto (榎本温子)
Natsume Izayoi, es el sexto miembro de la tropa Rune Angel. Es una bella niña de cabello rosa perla, ojos color ámbar y un tatuaje en la frente. Es la duquesa de la Alianza de Armadas, pero después de ver los actos delictivos cometidos por los "Tres Marqueses", decide abandonar esta alianza para posteriormente pertenecer a la tropa Rune Angel. Es una chica muy joven decida siempre a luchar por la justicia. Ella también tiene una gran educación y modales, por lo que congenia bien con Chitose Karasuma.
Debido a que fue manipulada por los tres marqueses, al principio le costó unirse a la tropa Rune Angel, ya que temía a ser engañada de nuevo, así que con ayuda del resto miembros y en especial el jefe de equipo, se logró incluir con el resto. Tiene el poder de inmunidad, por lo que cualquier ataque a su persona, creará un campo de fuerza alrededor de ella. A pesar de pertenecer al grupo, Natsume no pierde su liderazgo como duquesa y es casi siempre protegida y escoltada por Lily.
Su color personal es el rosa perla. En batalla, pilotea la nueva emblem frame "Papillon Chaser", su ataques especial es Zephyrus Rampage.
Roselle Mateus  (ロゼルマティウス  Rozeru Matiusu ?)
Emblem Frame: Holy Blood
Fecha de nacimiento: 23 de Noviembre
Edad: 18
Altura: 164
Color de ojos: Azul
Color de pelo: Amarillo
Tipo de sangre: A
Seiyu: Takashi Kondo(近藤隆)
Roselle Mateus, es el segundo miembro varón de la tropa Rune Angel. Es un chico muy gentil y competitivo que tiene los mejores puestos en la academia y en los deportes. Se lleva muy bien con todos, a excepción de Kazuya, ya que este se siente algo intimidado por los logros de Roselle. Su principal motivación es su fallecida hermana, quien siempre quiso volar al espacio junto a su hermano.
En batalla, pilotea el emblem frame "Holy Blood", y su ataque es Photon Diver.

## Adaptaciones

### Videojuegos

#### Galaxy Angel II Zettai Ryōiki no Tobira
El primer juego, ((Galaxy Angel II Zettai Ryōiki no Tobira|絶対領域の扉)), traducida como "Puerta a la Zona Absoluta". Cuatro años han pasado desde que el héroe Tact Mayers y las Moon Angels derrotaron al hostil ejército "Val FasK". Ahora se ha descubierto un nuevo universo llamado "Neue", que se encuentra ubicada paralelamente al universo "EDEN", en el cual mucha tecnología perdida se encuentra. Para establecer un balance entre ambos universos se necesita de un gatekeeper y la protección de la nueva tropa Rune Angel, para defender la de aquellos que quieran destruir el balance. Tact, será el nuevo comandante de la nueva nave Luxiole, y el nuevo equipo estará encabezado por Kazuya Shiranami.
;Openings y Endings
- Opening Theme side M: "Wing of Destiny"

Artist: Maho Tomita
Lyrics/Composition/Arrangement: Noriyasu Agematsu
- Opening Theme side H: "Eternal Love 2006"

Artist: Hironobu Kageyama
Lyrics: Yuki Mori
Composition/Arrangement： Yūsuke Sakamoto
- Ending Theme: "Cause your love ~Shiroi melody~"

Artist: Hiromi Satō
Lyrics: Bee'
Composition/Arrangement: Tatsuya Nishiwaki

#### Galaxy Angel II Mugen Kairō no Kagi
El segundo juego, ((Galaxy Angel II Mugen Kairō no Kagi|無限回廊の鍵)), traducida como "Llave al Corredor Infinito". Seis meses después de la partida anterior, se establece una federación llamada UPW (United Parallel World | Reino del Mundo Paralelo). Ahora Tact Mayers será ascendido a un nivel superior, como secretario de la organización que se encarga a la reconstrucción de mundos paralelos. El Luxiole tendrá como nuevo comandante a Coco Nutmilk, con la ayuda de Tapio Ca. Kazuya, será oficialmente jefe en mando de la tropa Rune Angel que tendrá que luchar contra la Alianza de Armas, que está en guerra con la Fuerza Seldom.
Openings y Endings
- Opening Theme Ver.M: "Wing of Destiny ~Angel harp arr.~"

Artist: Maho Tomita
Lyrics/Composition: Noriyasu Agematsu
Arrangement: Hitoshi Fujima
- Opening Theme Ver.R: "Eternal Love 2007"

Artist: Ryōko Shintani
Lyrics: Yuki Mori
Composition/Arrangement: Yūsuke Sakamoto
- Ending Theme: "Salvage"

Artist: JAM Project featuring Rica Matsumoto & Masami Okui
Lyrics: Masami Okui
Composer: Monta
Arrangement: Daisuke Kikuta

#### Galaxy Angel II Eigō Kaiki no Toki
El tercer juego, ((Galaxy Angel II Eigō Kaiki no Toki|永劫回帰の刻)), traducida como "Eterno Retorno del Momento". Después de la batalla contra la Alianza de Armas, se suma otra victoria para NEUE y UPW. Sin embargo la aparición de una desconocida pero muy poderosa civilización llamada Will, pondrá en tensión a las fuerzas internacionales. Kazuya llega con su pareja después de visitar la tumba de Roselle que fue perdido en batalla; mientras se celebra el 5.º aniversario del universo EDEN y se le obsequia a él una nueva nave. Todos los personajes usan sus trajes de combate para la celebración, des-afortunadamente Noah, llega para decirles que el nueva amenaza Will, está a punto de atacar, interrumpiendo la ceremonia. Esta será la última batalla que decidirá el destino del universo.
Openings y Endings
- Opening Theme Type H: "Taiyō no Aria"

Artist: Hiromi Satō
Lyrics/Composition: Noriyasu Agematsu
Arrangement: Kikuta Daisuke
- Opening Theme Type Y: "Gessei no Canon"

Artist: Yui Sakakibara
Lyrics: Noriyasu Agematsu
Composition/Arrangement: Hitoshi Fujima
- Ending Theme: "Wing of Destiny" Rune-Angel ver.

Artist: Rune-Angel
Lyrics/Composition: Noriyasu Agematsu
Arrangement: Kikuta Daisuke

### Anime
Galaxy Angel Rune (ギャラクシーエンジェる～ん Gyarakushī Enjerūn?) Es la contraparte anime a los juegos de Galaxy Angel II. Al igual que con la primera serie del anime Galaxy Angel, está tiene poco o nada que ver con la trama de los videojuegos y es igual de incoherente que la serie original, no posee una continuidad estricta o paralelas por lo que se puede ver en cualquier orden. Las chicas son frecuentemente abandonadas, asesinadas o transformadas en cualquier cosa para volver completamente normales en el siguiente episodio.
| Episodio | Título                              | Título                                    | Título                                             | Título | Título |
| Episodio | Kana/kanji                          | Inglés                                    | Español                                            |        |        |
| 01       | 出撃!天使のスクランブる〜ん         | Launch! Angels Scramble-Rune              | Lanzamiento! Mezcla de Angeles-Rune                |        |        |
| 02       | 激安!グラウンドバザーる〜ん         | Super Cheap! Ground Bazaar-Rune           | Super Barato! Bazar Terrestre-Rune                 |        |        |
| 03       | 伝説!食材サバイバる〜ん             | Legendary! Food Stash Survival-Rune       | Legendario! Supervivencia de Comida Escondida-Rune |        |        |
| 04       | 誘惑!3時のカフェテーブる〜ん        | Temptation! Three o'clock Cafe Table-Rune | Tentación! Café en la Mesa a las 3 en Punto-Rune   |        |        |
| 05       | 和解!大人のアルコーる〜ん           | Truce! Adult's Alcohol-Rune               | Tregua! Alcohol de Adultos-Rune                    |        |        |
| 06       | 誕生!新人アイドる〜ん               | Debut! New Idol-Rune                      | Debut! Nuevo Ídolo-Rune                            |        |        |
| 07       | 対決!先輩はライバる〜ん             | Battle! Senior Is a Rival-Rune            | Batalla! El Alcalde es un Enemigo-Rune             |        |        |
| 08       | 恐怖!雨の日のコーる〜ん             | Horrible! Rainy Day Call-Rune             | Terrible! Llamada de Día LLuvioso-Rune             |        |        |
| 09       | 豪華!セレブのトラベる〜ん           | Luxury! Celebrity's Way Travel-Rune       | Lujo! Viaje al Camino de Celebridades-Rune         |        |        |
| 10       | 強襲!戦場のプロフェッショナる〜ん   | Attack! Combat Professional-Rune          | Ataque! Combate Profesional-Rune                   |        |        |
| 11       | 的中!名探偵の推理ファイる〜ん       | Solved! A Detective's Case File-Rune      | Resuelto! Un Expediente de Caso Detective-Rune     |        |        |
| 12       | 熱湯!コマーシャる〜ん               | Boiling! Hot Spring Commercial-Rune       | Hirviendo! Comercial de Primavera Caliente-Rune    |        |        |
| 13       | 出現!ワルワルワる〜んエンジェル隊!? | Now Appearing! Evil-Rune Angel Troupe?!   | Apareciendo Ahora! Tropa de Angeles Malvados?      |        |        |

### Manga
Varios años han pasado desde que Milfeulle Sakuraba y las otras encantadoras damas de la tropa Moon Angel finalmente derrotaron a las fuerzas de Eonia en el Edén. Una nueva galaxia llamada NEUE se encuentra, y aunque la tropa Moon Angel se ha separado oficialmente, cada uno de los exmiembros está trabajando para la expansión en Neue. Milfeulle es ahora el único guardián de la puerta intergaláctico, que se conecta EDEN y NEUE. Se rumorea que existen otras puertas y guardianes, y una nueva compañía se ha formado para cazarlos. Liderados por Kazuya Shiranami, el primer varón Angel, y la hermana menor de Milfeulle, Apricot Sakuraba, junto a la tropa Rune Angel se preparan para la misión de conectar las dos dimensiones.
| Title                 | Volume | Emisión en Japón        | Portada en JP                   |
| --------------------- | ------ | ----------------------- | ------------------------------- |
| Galaxy Angel II (3rd) | 1      | 21 de junio de 2006     | Apricot Sakuraba                |
| Galaxy Angel II (3rd) | 2      | 21 de octubre de 2006   | Kahlua/Tequila Marjoram         |
| Galaxy Angel II (3rd) | 3      | 21 de abril de 2007     | Nano-Nano Pudding               |
| Galaxy Angel II (3rd) | 4      | 18 de octubre de 2007   | Anise Azeat                     |
| Galaxy Angel II (3rd) | 5      | 21 de junio de 2008     | Lily C. Sherbet                 |
| Galaxy Angel II (3rd) | 6      | 21 de noviembre de 2008 | Apricot Sakuraba & Mimoza Fleur |